# Plectrophenax
Plectrophenax – rodzaj ptaków z rodziny poświerek (Calcariidae).

## Występowanie
Rodzaj obejmuje gatunki występujące w Eurazji i Ameryce Północnej.

## Morfologia
Długość ciała 14–19 cm, masa ciała 18–62 g.

## Systematyka

### Etymologia
Nazwa rodzajowa jest połączeniem nazwy rodzaju Plectrophanes Meyer, 1815 oraz greckiego słowa φεναξ phenax, φενακος phenakos – „oszust podszywający się pod kogoś” (tj. „zamiennik”).

### Gatunek typowy
Emberiza nivalis Linnaeus

### Podział systematyczny
Do rodzaju należą następujące gatunki:
- Plectrophenax nivalis (Linnaeus, 1758) – śnieguła zwyczajna
- Plectrophenax hyperboreus Ridgway, 1884 – śnieguła biała